# Johann Schalk
Johann Schalk (19 de Setembro de 1903 – 9 de Novembro de 1987) foi um piloto alemão da Luftwaffe durante a Segunda Guerra Mundial. Voou 163 missões de combate, nas quais abateu 15 aeronaves inimigas, o que fez dele um ás da aviação.